# Dungeons & Dragons: Order of the Griffon
Dungeons & Dragons: Order of the Griffon ist ein Computer-Rollenspiel von Westwood Associates für die Spielkonsole PC Engine. Es ist ein Lizenzprodukt zum Rollenspiel-Regelwerk Dungeons & Dragons (D&D).

## Handlung
Die Handlung spielt im fiktiven Staat Karameikos in der Kampagnenwelt Mystara. Es gehen Berichte über einen Vampir um, der bösartige Wesen und Ungeheuer um sich schart. Daher beauftragt Lord Korrigan, der Herrscher der Festung Radlebb Keep, eine Gruppe von Abenteurern diesen Gerüchten nachgehen. Die vom Spieler zusammengestellte Heldentruppe beginnt in klassischer Detektivmanier Informationen zu sammeln und stößt dabei tatsächlich auf die Weissagung über die Rückkehr eines alten Vampirs und eine im Verborgenen agierende Gruppe von Verschwörern. Diese versucht die karameikanischen Führungselite zu beseitigen und besitzt darüber hinaus die Möglichkeit, Menschen in Untote zu verwandeln. Dies versuchen die Helden zu unterbinden. Schauplätze sind unter anderem die drei karameikanischen Städte Specularum, Radlebb Keep und Kelvin sowie verschiedene Ruinen, Wehranlagen, Höhlen und Wälder im Umland.
Nach einem Kampf mit einem Wolfsrudel, angeführt vom Schattenwolf Collum, können die Helden den Staff of Life (dt.: Stab des Lebens) sicherstellen. Daraufhin erhält die Heldengruppe vom namensgebenden Order of the Griffon (dt.: Orden des Greifen) Unterstützung. Diese Organisation ist in ganz Karameikos anzutreffen und zählt Paladine, Ritter und Kämpfer zu ihren Mitgliedern. Als mächtiger Widersacher tritt dagegen der Iron Ring (dt.: der Eiserne Ring) in Erscheinung. Diese Verbrecherorganisation, bestehend aus Banditen, Halsabschneidern und Lykanthropen, versucht die finsteren Pläne ihres Anführers, des Vampirs Korizsegy, in die Tat umzusetzen. Mit Hilfe des Staff of Life, der dem Besitzer Zutritt zu Koriszegys Krypta geben kann, müssen die Helden den Vampir davon abhalten, eine Armee von Untoten aufzubauen. Dafür müssen sie in den Besitz vierer Edelsteinen (Rubin, Onyx, Todesstein und Diamant) und des Stabs des Halav gelangen. Am Ende ziehen die Helden in den Kampf gegen Koriszegy selbst.

## Spielprinzip
Für Order of the Griffon verwendete Westwood das Basisregelwerk Dungeons & Dragons und nicht das erweiterte Regelwerk Advanced Dungeons & Dragons (AD&D) wie etwa bei Eye of the Beholder. Zu Beginn wählt der Spieler wählt vier Gruppenmitglieder aus einem Pool von 21 vorgefertigten Charakteren. Diese verteilen sich auf die sieben Archetypen Kämpfer, Zwerg, Magier, Dieb, Halbling, Kleriker oder Elf. Für jeden dieser Archetypen kann der Spieler nochmals zwischen drei Varianten wählen, die unterschiedliche Stärken und Schwächen besitzen. Wie in Rollenspielen üblich, gehört die Weiterentwicklung des Charakters zum Kern des Spiels. Die Charaktere erhalten für das Töten von Monstern und das Erledigen von Aufträgen Erfahrungspunkte, die sie in ihrer Erfahrungsstufe aufsteigen und verbessern lassen. Jeder Charakter beginnt auf Charakterstufe 1, die Höchststufe liegt bei Level 8.
In Städten und Dungeons präsentiert Order of the Griffon das Spielgeschehen aus einer First-Person-Perspektive, auf der Überlandkarte und im Kampf wechselt das Programm zu einer Perspektive von schräg oben (Vogelperspektive). Für die Kämpfe wird ein rundenbasiertes Kampfsystem ähnlich dem der Gold-Box-Reihe (u. a. Pool of Radiance) genutzt. Das Spiel bietet eine freie Speicherfunktion und nutzt hierfür den batteriegestützten RAM oder alternativ ein Passwortsystem.

## Soundtrack
Die Musik stammt von Westwoods Hauskomponisten Frank Klepacki. Klepacki bezeichnete den Soundtrack in einem Interview 2006 als Tiefpunkt seiner Karriere, da er Schwierigkeiten hatte mit den begrenzten musikalischen Möglichkeiten der Sound Engine der Konsole.

## Rezeption
„Eine D & D-Geschichte in gewohntem Gewand solcher SSI-Produkte. Auf eine Super-CD-Version dieses Herstellers darf man mehr als gespannt sein.“

“In summary, this is a simple detective adventure in fantasy garb, proving to be a good intermeditate-level RPG”

„Unterm Strich ist dies ein simples Detektivabenteuer im Fantasygewand, das sich als gutes mittelschweres Rollenspiel erweist.“